# جولييان غويلرمو
جولييان غويلرمو (بالإسبانية: Julián Guillermo Rojas)‏ (28 فبراير 1990 ببوغوتا في كولومبيا - ) هو لاعب كرة قدم كولومبي في مركز الوسط. لعب مع إنديبندينتي ميديلين وإنديبنديينتي سانتا في وبانفيلد وAcademia F.C. ‏ وكوكوتا ديبورتيفو ‏.

## وصلات خارجية
- جولييان غويلرمو على موقع قاعدة بيانات كرة القدم.إي يو (الإنجليزية)
- جولييان غويلرمو على موقع Soccerway.com (الإنجليزية)
- جولييان غويلرمو على موقع AS.com (الإسبانية)